# Долина (Добричская область)
Долина (болг. Долина) — село в Болгарии. Находится в Добричской области, входит в общину Добричка. Население составляет 249 человек.

## Политическая ситуация
В местном кметстве Долина, в состав которого входит Долина, должность кмета (старосты) исполняет Калинка Колева Христова (Болгарская социалистическая партия (БСП)) по результатам выборов.
Кмет (мэр) общины Добричка — Петко Йорданов Петков (Болгарская социалистическая партия)  по результатам выборов.